# الفيومية (عمل)
الأعمال الفيومية هو تقسيم جُغرافي مصري استُحدث في عصر الدولة الفاطمية على أراضي كورة الفيوم القديمة إحدى كور الوجه القبلي، وكانت قاعدتها مدينة الفيوم، وظل العمل قائمًا بهذه الأعمال حتى بداية العصر العثماني في مصر.

## نواحي أعمال الفيومية

### نواحي لا زالت موجودة إلى اليوم
| المحافظة | المركز      | القرى |
| -------- | ----------- | --- |
| بني سويف | إهناسيا     | سدمنت · ببيج غيلان · طما · كوم الرمل |
| بني سويف | ناصر        | الحمام · أم النخارير · هيشة |
| الفيوم   | إبشواي      | بو كسا · إبشاية الرمان · ببيج إنقاش · أخصاص العجميين · سينرو · طبهار |
| الفيوم   | إطسا        | تطون · جردو · أبو جندير · بوصير دندنو · ببيج النيلة · غرق عجلان · إهريت · مطول · منشية حلفا · إطسا · افلول · الغابه والطائفة · منية ششها · البحر · شدموه · قُمبشا · القلهانة · بلاله · منشية أولاد عرفة · منشية ربيع بن حاتم · دهما                       |
| الفيوم   | الفيوم      | الفيوم · الاستنباط · اللاهون · دسيا · سيله · ببيج فرح · الأعلام · منية الديك · دمشقين · منية كربيس · سنوفر · دموه اللاهون · عنز · المصلوب · عدوة سيله · أرض العرب · بني مجنون · تلات العليا · دموه الداثر · مناشي إهريت · منشأة الطواحين · هوارة البحرية |
| الفيوم   | سنورس       | سنورس · أبهيت · بيهمو · بمويه · فِدمين · مطر طارس · نقليفة · فانو · ترسا · منشية ابن كردي · جرفس · أخصاص الحلاف · شسفه · شلالة · القُبَر |
| الفيوم   | طامية       | بو فرقس · سرسنا · منية البطس · ذات الصفا · الربيات · مقطول · الزربي |
| الفيوم   | يوسف الصديق | الحنبوشية |

### نواحي اندثرت

#### نواحي اندثرت مُحدّدة الموقع
| القرية          | ملاحظات |
| --------------- | --- |
| أبريزيا         | ذكرها ابن مماتي وابن الجيعان في الأعمال الفيومية، ومحلها اليوم قرية كفر عميرة. |
| أخصاص أبي عُصيّه  | ذكرها ابن الجيعان في الأعمال الفيومية، وأرضها اليوم تابعة لناحية زاوية الكرداسة. |
| أطفيح شلّا       | ذكرها ابن الجيعان في الأعمال الفيومية، وأرضها اليوم تابعة لناحية عزبة قلمشاة. |
| الروبيون        | ذكرها ابن الجيعان في الأعمال الفيومية، ثم تغيّر اسمها في التربيع العثماني إلى «المنقورة»، لكنها اندثرت، وأرضها اليوم تابعة لناحية السنباط.                                                       |
| الصفاونة        | ذكرها ابن الجيعان في الأعمال الفيومية، ثم تغيّر اسمها في التربيع العثماني إلى «الصوافنة»، ومع توسّع مدينة إطسا، ألغيت القرية سنة 1972م وضُمّت إلى المدينة.                                          |
| الطارمه         | ذكرها ابن الجيعان في الأعمال الفيومية، وأرضها اليوم تابعة لناحية السعيدية. |
| الملالية        | ذكرها ابن مماتي في الأعمال الفيومية، وأرضها اليوم تابعة لناحية دار الرماد أحد نواحي مدينة الفيوم اليوم.                                                                                         |
| المهمسي         | ذكرها ابن الجيعان في الأعمال الفيومية، وقال وهي «البهمسي»، ومحلها اليوم «حوض المهيمسي» التابع لناحية قلمشاة.                                                                                    |
| باجه            | ذكرها ابن الجيعان في الأعمال الفيومية، ومحلها اليوم «حوض أبو خلف» التابع لمدينة الفيوم. |
| ببيج إنشو       | ذكرها ابن مماتي وابن الجيعان في الأعمال الفيومية، وتغيّر اسمها في العصر العثماني إلى «أبو جُنشو»، ولكن مع توسّع مدينة إبشواي ألغيت القرية سنة 1966م، وضُمّت إليها.                                   |
| بسطا وأم السباع | ذكرها ابن الجيعان في الأعمال الفيومية، وأرضها اليوم تابعة لناحية الغابة. |
| بلجسوق          | ذكرها ابن الجيعان في الأعمال الفيومية، وأرضها اليوم تابعة لناحية قصر الباسل. |
| بياض            | ذكرها ابن الجيعان في الأعمال الفيومية، وقال هي من كفور سيلة، وأرضها اليوم تابعة لناحية سيلا. |
| خور الرماد      | ذكرها ابن مماتي وابن الجيعان في الأعمال الفيومية، وتغيّر اسمها في تاريخ 1228هـ/1813م إلى «دار الرماد»، وهي اليوم قسم من مدينة الفيوم.                                                            |
| دموشيه          | ذكرها ابن مماتي وابن الجيعان في الأعمال الفيومية، ومحلها اليوم «حوض غبور» التابع لناحية الحادقة.                                                                                                |
| دندنو           | من النواحي القديمة، اسمها الأصلي تبتنو (بالإنجليزية: Tebtnou)، ذكرها ابن مماتي وابن الجيعان في الأعمال الفيومية، وتغيّر اسمها في التربيع العثماني إلى «دفنو»، وهي اليوم جزء من مدينة إطسا.       |
| دنقارة أهريت    | ذكرها ابن الجيعان في الأعمال الفيومية، ومحلها اليوم «حوض أم دينار» التابع لناحية إهريت. |
| دنقارة جردو     | ذكرها ابن الجيعان في الأعمال الفيومية، وأرضها اليوم تابعة لناحية جردو. |
| ساقية القمص     | ذكرها ابن الجيعان في الأعمال الفيومية، وأرضها اليوم تابعة لناحية قحافة أحد أقسام مدينة الفيوم اليوم.                                                                                            |
| شابه            | ذكرها ابن الجيعان في الأعمال الفيومية، وأرضها اليوم تابعة لناحية الصالحية. |
| ششها            | ذكرها ابن الجيعان في الأعمال الفيومية، وأرضها اليوم تابعة لناحية المنيا. |
| شوبيس           | ذكرها ابن مماتي في الأعمال الفيومية، ثم ذكرها ابن الجيعان باسم «الظاهرية وشوبيس» وهي تُعرف أيضًا باسم «صقيل»، وأرضها اليوم تابعة لناحية قصر رشوان.                                                |
| طليت            | ذكرها ابن مماتي وابن الجيعان في الأعمال الفيومية، وأرضها اليوم تابعة لناحية الغرق. |
| غابة باجه       | ذكرها ابن مماتي في الأعمال الفيومية، وابن الجيعان أيضًا في الأعمال الفيومية، وقال وهي «منشأة الربيعيين»، وأرضها اليوم تابعة لمدينة الفيوم.                                                       |
| قُشش             | ذكرها ابن مماتي وابن الجيعان في الأعمال الفيومية، ثم تغيّر اسمها في العصر العثماني إلى «قحافة»، وهي اليوم جزء من مدينة الفيوم.                                                                   |
| مردينه          | ذكرها ابن مماتي في الأعمال الفيومية، ومحلها اليوم «حوض مرطينه» التابع لناحية كفر فزارة. |
| مقران           | ذكرها ابن الجيعان في الأعمال الفيومية، وأرضها اليوم تابعة لناحية شدموه. |
| منية الأسقف     | ذكرها ابن مماتي في الأعمال الفيومية، وأرضها اليوم تابعة لأراضي مدينة الفيوم. |
| منية أقنى       | ذكرها ابن مماتي في الأعمال الفيومية باسم «منية أقنى»، وابن الجيعان في الأعمال الفيومية باسم «منية أقنى»، وقال وهي «بركة الصيد» أو «بركة بمويه»، ومحلها اليوم «حوض الحمام» التابع لناحية المشرك. |
| هواره القبلية   | ذكرها ابن الجيعان في الأعمال الفيومية، وأرضها اليوم تابعة لناحية هوارة المقطع. |

#### نواحي اندثرت مجهولة الموقع
- أرض السرير[8]
- القرعا[11]
- بركة بني سمالوس[5]
- بيديف[21]
- حدّاده[14]
- خراب جندي[48]
- خليج طنبطوه[48]
- خليج دلايه[48]
- دير أبي جعران[22]
- سدرا والأشرفية[22]
- سنايس[12]
- عاقوله[6]
- كنبوت[16]
- محاريب الرزق[16]
- مرونه[17]
- مسجد عائشة[16]
- منتاره[20]